# Càrn Ghluasaid
Der Càrn Ghluasaid ist ein 957 m (3.140 ft) hoher, als Munro eingestufter Berg in Schottland. Sein gälischer Name kann in etwa mit Berg der Bewegung übersetzt werden. Der Berg liegt östlich der historischen Region Kintail in der Council Area Highland, etwa 35 Kilometer südöstlich von Kyle of Lochalsh und knapp 40 Kilometer nördlich von Fort William. Er ist Teil einer Bergkette zwischen dem Glen Affric und Loch Cluanie, die insgesamt fünf Munros aufweist. 
Im Unterschied zu den übrigen vier, auch als Cluanie Horseshoe bezeichneten Munros, die sich entlang eines hufeisenförmigen Grats um das sich nach Norden öffnende Gleann na Cìche aufreihen, liegt der Càrn Ghluasaid auf einem nach Südosten abzweigenden Grat oberhalb des Nordufers von Loch Cluanie. Dieser verbindet ihn mit dem Sgùrr nan Conbhairean, dem mit 1.109 m (3.638 ft) zweithöchsten Gipfel des Cluanie Horseshoie. Von dessen 998 m (3.274 ft) hohen Vorgipfel Creag a’ Chaorainn ist der Gipfel des Càrn Ghluasaid lediglich durch einen auf knapp unter 900 m Höhe liegenden Sattel getrennt. Von Süden aus wirkt der Berg daher auch eher als Ausläufer des Sgùrr nan Conbhairean und nicht als eigenständiger Gipfel. An den Sattel schließt sich der gewunden in Ost-West-Richtung verlaufende Gipfelgrat an, der zunächst zum Gipfelplateau führt, dessen höchste Stelle durch einen Cairn an der Nordkante des Grats gekennzeichnet ist. Nach Süden besitzt der Càrn Ghluasaid steil abfallende Flanken, die bis an das Ufer von Loch Cluanie reichen. Sie sind überwiegend moos- und grasbestanden und weisen nur wenige felsige Stellen auf. Lediglich nach Südwesten verläuft ein erkennbarer Grat, im Süden ragt mit dem etwa 440 m hohen An Cruachan ein kleiner Vorgipfel markant oberhalb von Loch Cluanie auf. In tieferen Lagen ist die Südseite durch einzelne felsige Absätze gekennzeichnet. Dagegen ist der Berg auf der Nordseite durch steile Felsabbrüche in das sich nach Osten öffnende Coire Sgreumh gekennzeichnet, das der Càrn Ghluasaid zusammen mit dem Sgùrr nan Conbhairean und dessen nördlichen Nachbar, dem 1.002 m (3.287 ft) hohen Sàil Chaorainn umschließt. Auch am östlichen Ende des Gipfelgrats fällt der Càrn Ghluasaid steil und felsdurchsetzt in das Coire na Gaoithe an Ear, ein Seitental des Coire Sgreumh, ab.

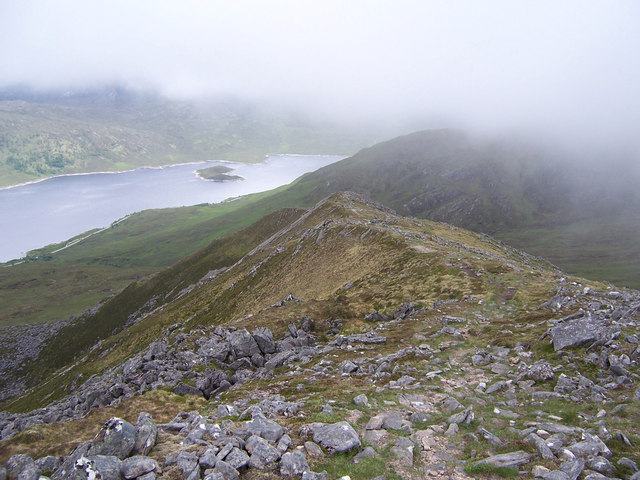
Blick vom Gipfel über den Südwestgrat des Càrn Ghluasaid, im Hintergrund Loch Cluanie
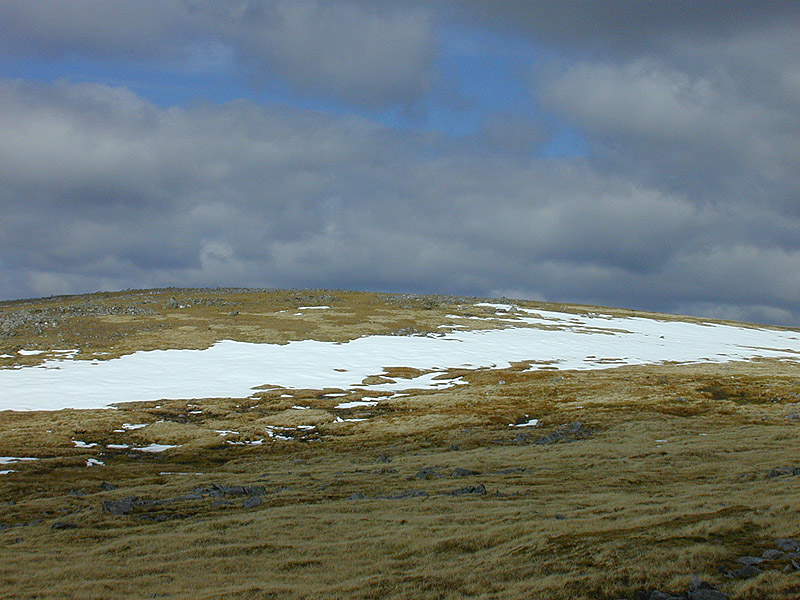
Das Gipfelplateau des Càrn Ghluasaid
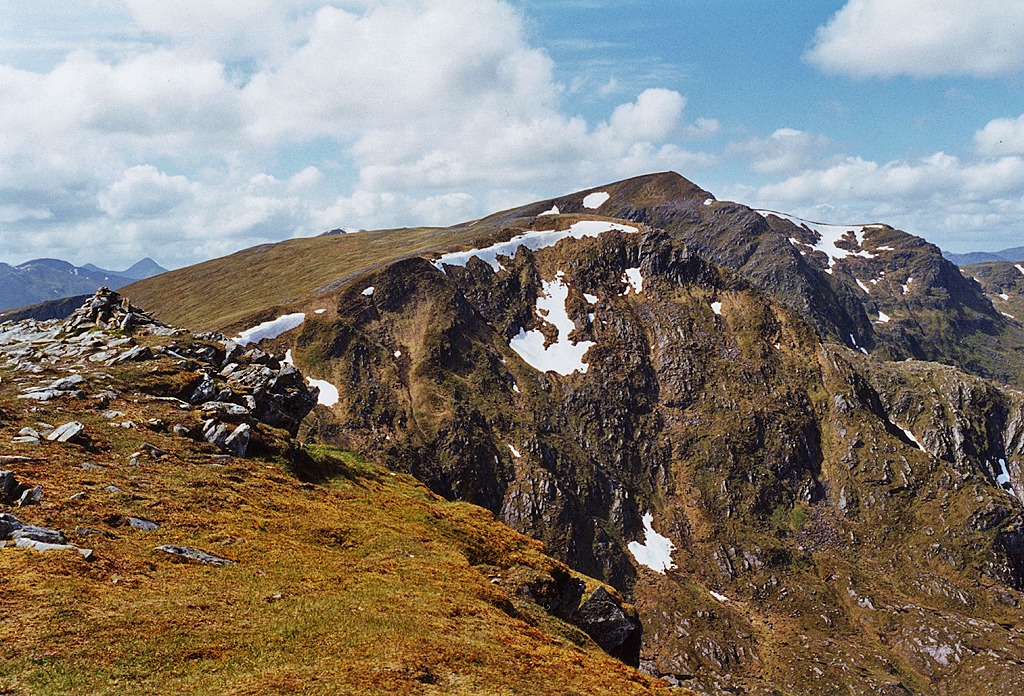
Der Gipfelcairn des Càrn Ghluasaid (links), im Hintergrund der Sgùrr nan Conbhairean

Viele Munro-Bagger besteigen den Càrn Ghluasaid zusammen mit dem Sgùrr nan Conbhairean, der beide Munros trennende Sattel weist nur geringe Höhenunterschiede auf. Alternativ kann der Berg auch direkt aus dem Tal bestiegen werden. Ausgangspunkt ist eine Parkbucht an der A87 am Ufer von Loch Cluanie. Von dort führt der Aufstieg über einen Jagdpfad über den Vorgipfel An Cruachan auf den Südwestgrat des Càrn Ghluasaid und über diesen zum Gipfelplateau. 